# ジョン・レノン・ミュージアム
ジョン・レノン・ミュージアム (John Lennon Museum、JLM) は、かつて2000年から2010年まで、さいたま市に存在していたジョン・レノンをテーマとした展示施設。
この施設は、さいたま新都心の中核施設「さいたまスーパーアリーナ」4階・5階部分の一角に作られた、ジョン・レノンゆかりの品・作品を展示した初の公式な常設博物館（博物館類似施設）であった。開業は2000年の、ジョンの誕生日である10月9日。「ライセンス契約の満了」を理由に2010年9月30日に閉館した。その後はマルチイベントスペース「TOIRO」に改装された。

## 概要
ジョンの人生と音楽の仕事に関する知識を保存するために設立された。妻のオノ・ヨーコが全面的に協力し、ジョンゆかりのギターや衣類やメガネなどの品々を展示していた。2階部分のスペースでは、時々フリーライヴや、命日の12月8日に近くなると、献花台が設置された。入口は2階からエスカレータで誘導された4階部分にあり、チケット等は、この階のチケットカウンターにて購入し、入館すると、まずシアターに通され、ジョンの生涯を紹介するビデオを視聴するようになっていた。
展示スペースは、4階と5階に分けられており、その間の移動用に、上り専用のエスカレータがあった。4階部分は、主に出生からビートルズ時代のゆかりの品々や説明書きが展示されていた。5階部分は、主にソロ活動から暗殺されるその日までをテーマにしており、最後のスペースは、白一色のホワイトルームで、ジョンの名文句を書き連ねている壁がそびえ立っており、入場者はそこにある透明な椅子に座り、メッセージを読みふけられるようになっている。その部屋を抜けると、特別展示用のスペースとなっており、年に何回かテーマを設けて展示するが、常設ではないため、何も展示されていないこともあった。展示スペースを出る前に、入場者からのメッセージを書く紙とポストが設置されており、その感想や意見はミュージアムのフリーペーパーに掲載されたり、良い意見は、ミュージアムやショップの商品に反映されることもあった。出る際のエスカレータは、4階ミュージアム前ホール直通になっており、やはり逆戻りすることは出来ない。
ミュージアムには、ここでしか購入できない品々が揃う、オフィシャルショップが併設されていた。また、ラウンジも併設されており、当初はレノン一家とゆかりのある万平ホテルのミュージアム・カフェ（レストラン）が営業していた。そのカフェは、2006年3月31日に閉店し、その後は、ジョン関連の雑誌や書籍を読んだり、音源を聴くためのスペースとなっていた。
大成建設の文化事業として手掛けている施設であったため、館長などは同社の出身であった。バリアフリーで、下肢障碍者は、スタッフの誘導でエレベータでの昇降が可能で、バリアフリートイレも設置されていた。唯一対応していないのが、5階の階段で上る展示物である。副館長は開館以来2007年まで同じで、イベントの際に司会・進行を務めていた。
10年足らずの存続期間中に、のべ61万5000人が来場したとされる。開館当初は一定の集客があったものの、2000年代後半には来館者数の低迷に直面した。9月末での閉館が報じられた2010年1月以降は、入館者数が増加し、また存続を求める署名運動なども起きたが、閉館の決定は覆らなかった。

## 主な展示物
ホーナー・ブルース・ハープとケース
ビートルズ初期に多用していたハーモニカ。
眼鏡・サングラス
ビートルズのマネージャーブライアン・エプスタインに買ってもらったオートバイ
ビートルズ来日公演チケットとパンフレット
歌詞カード（イマジンなど）
カタカナで「ジョン レノン」と刻印されたJCBクレジットカード
晩年持ち歩いていた透明なケース
釘を打つ前衛作品
ヨーコによる前衛作品で、個展に来た客が釘を1本打たせてもらうというものであった。ロンドンウエスト・エンドのインディカ・ギャラリーで開いていた個展（オープン前）に、ジョンが知人の紹介で訪れた際に、釘を打たせてもらってもいいかと尋ねたところ、ヨーコはオープン前のため作品をまっさらな状態にしておきたかったため、5シリング払えば打ってもよいと答えた。それに対してジョンは、心の5シリングを払うから想像の釘を打たせてもらうよと返答した、それに対してヨーコは、想像の釘は一本もないという出来事にお互い感銘を受け、後に交際を始めたきっかけとなった作品である。

### ギター
- ギャロトーン・チャンピオン
ジョンが少年時代、叔母のミミに初めて買ってもらったアコースティックギター。当時、ジョンがリーダーを務めていたクオリーメンが、1957年7月6日行われた、ウールトンのセントピーターズ教会の野外バザー会場で行ったコンサート[8]でも、弾いている姿が写真に残っている。
- リッケンバッカー・325（58年製）（1本目）
ジョンがアマチュア時代からビートルズのごく初期に使っていたエレクトリックギター。1958年製でドイツのハンブルクの楽器店で購入。このギターから採寸したジョン・レノン・モデルがCシリーズ（325C58MG/JG）として発売されている。
- リッケンバッカー・325（64年製）（2本目）
ビートルズの初期の頃に新調した、2本目の325。1964年生産モデル。1本目より薄く作られている。このギターから採寸したジョン・レノン・モデルがCシリーズ（325C64）として発売されている。
- エピフォン・カジノとブラック・ノブ
通称「レボリューション・カジノ」と呼ばれる、塗装をはがされ、ナチュラル・カラーに見えるギター。よく見ると元の色が見えるところもある。ネック裏が元の色であること、ピックガードをはずされていることなどが大きな特徴。
- ギブソン・レスポール・ジュニア
1ピックアップモデルにチャーリークリスチャンピックアップを増設している。[9]
- ギブソン・J-160E（レプリカ）
ベッド・イン時の状態とトップ板に描かれていたイラストを再現したレプリカ。
- ヤマハ・ドラゴンギター
ヨーコが、ジョンのためにヤマハに特注し、プレゼントされた、漆塗りでドラゴンの蒔絵が施されたギター。

展示物のギターと仕様がよく似たもの
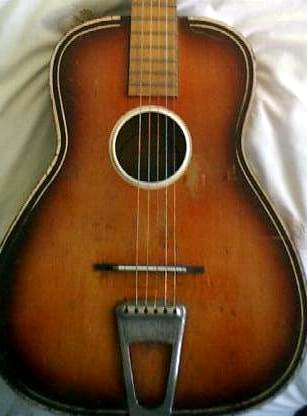
ギャロトーン・チャンピオン ジョンのものとほぼ同一の仕様。テールピースの形状が異なる。
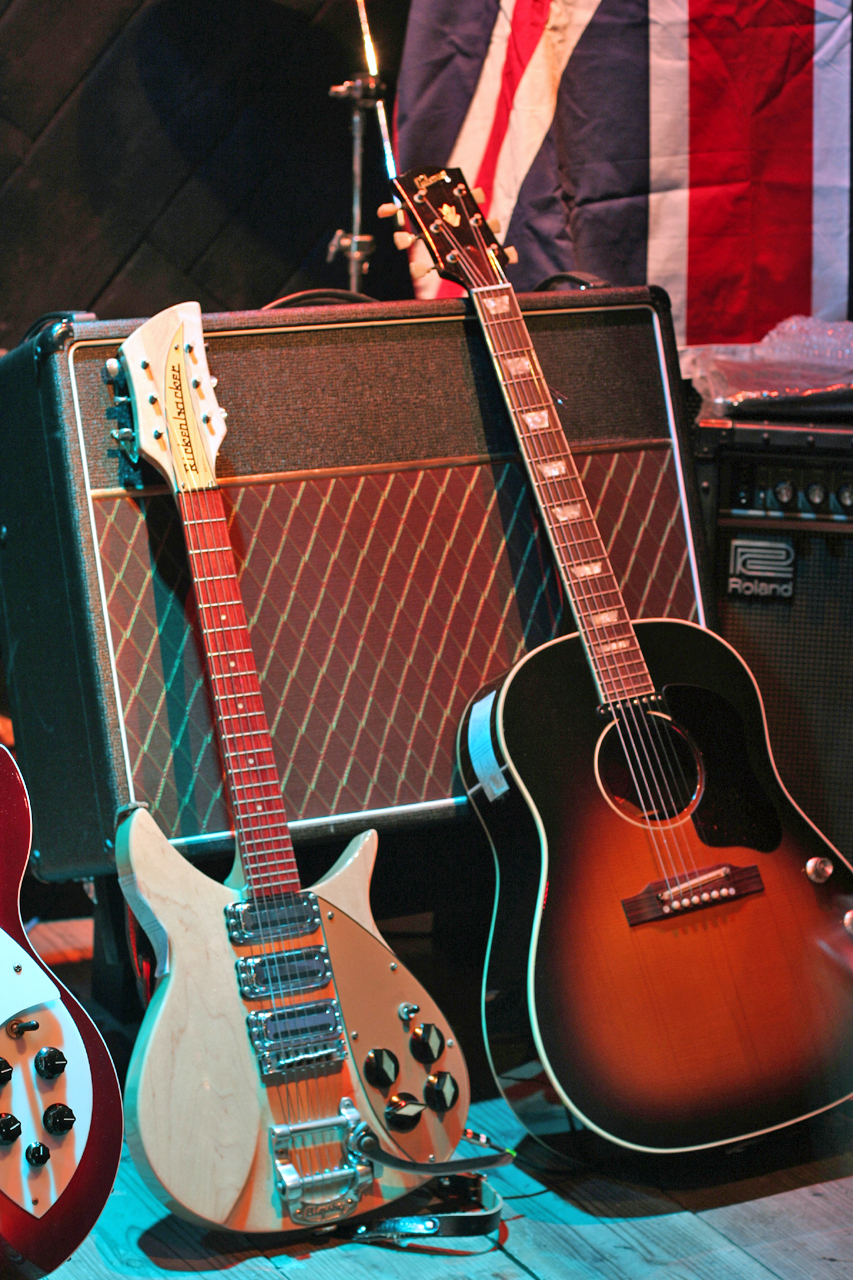
リッケンバッカー・325(58年製改造)とギブソン・J-160E 展示物とは仕様がやや異なる。
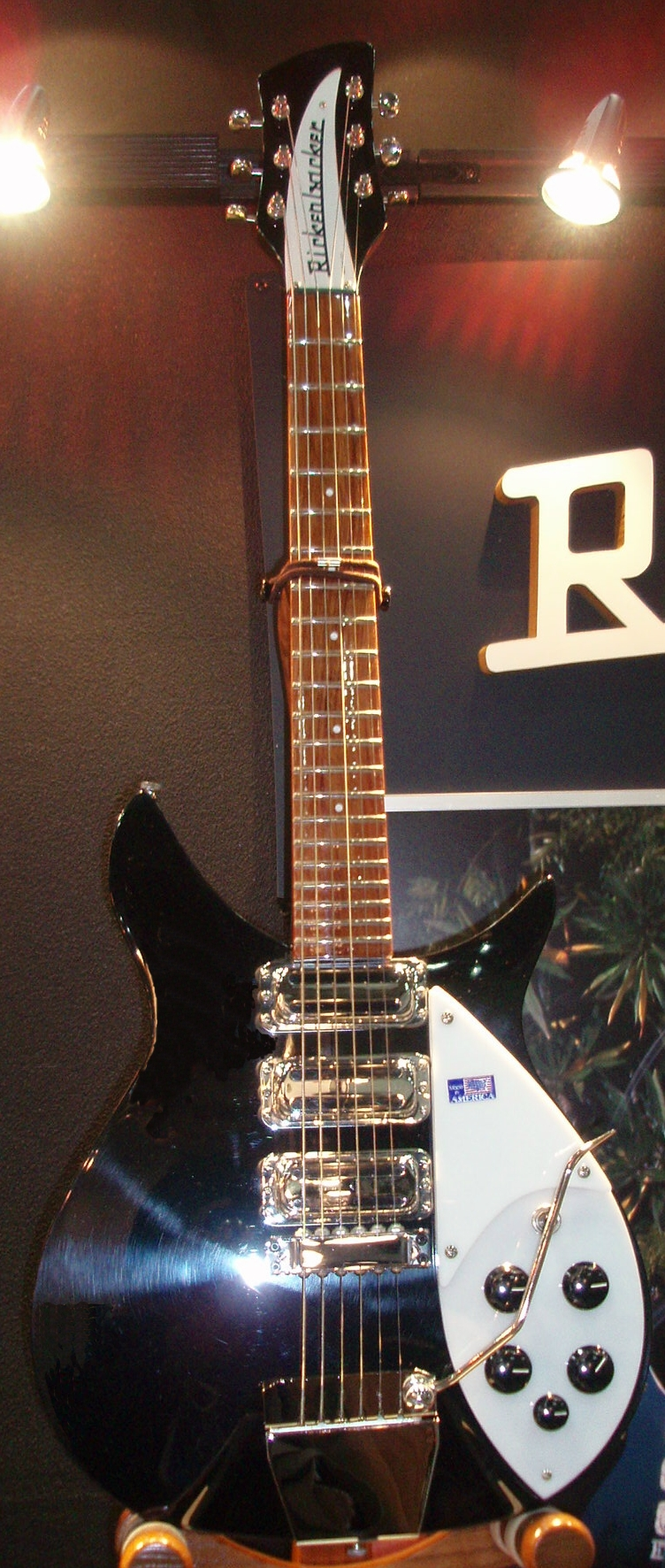
リッケンバッカー・325C64 64年製のジョン仕様の復刻モデル。
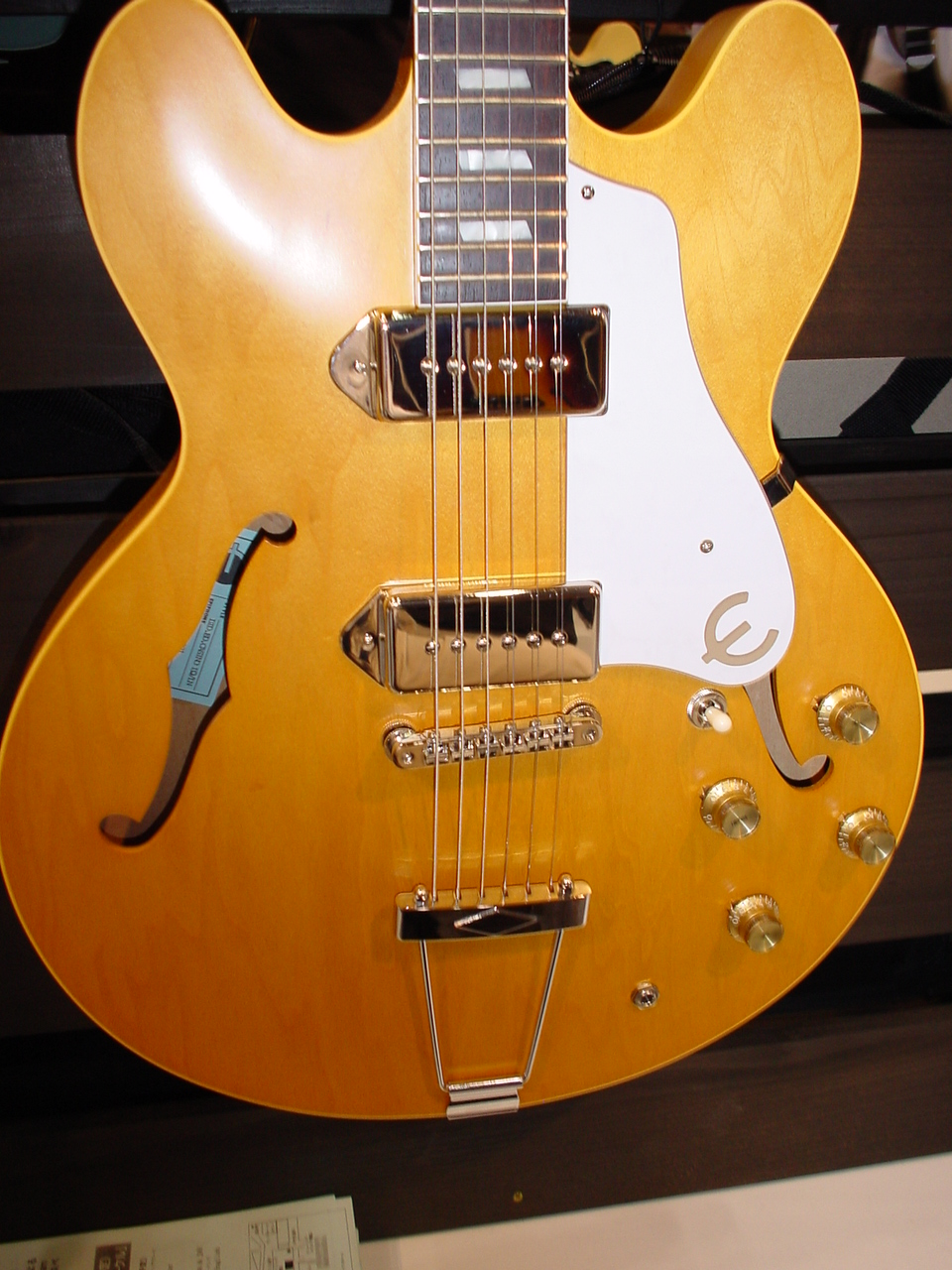
エピフォン・カジノ レヴォリューションモデル。展示物の仕様に近い。
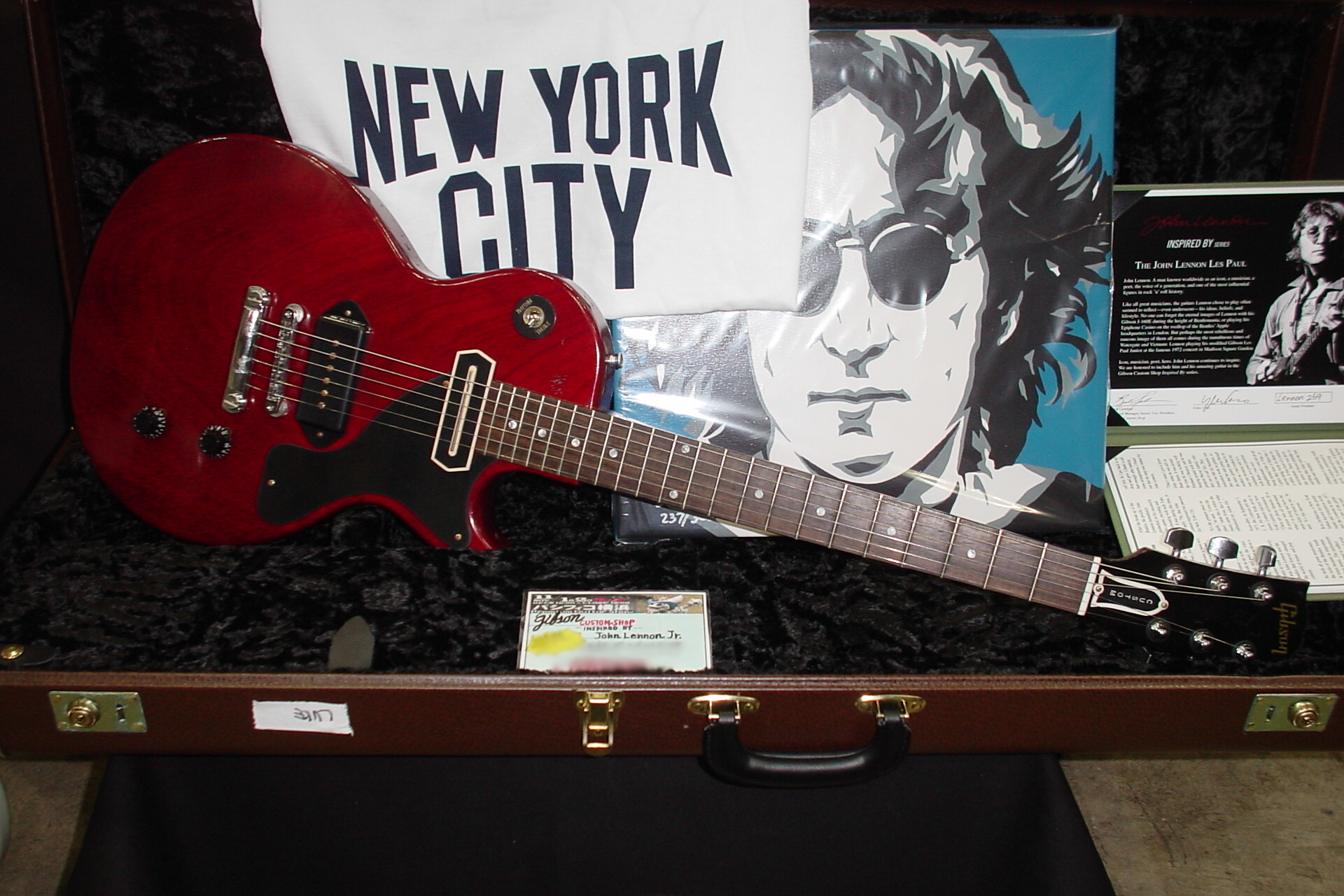
ギブソン・レスポール・ジュニア ジョン・レノンの仕様を復刻したモデル。
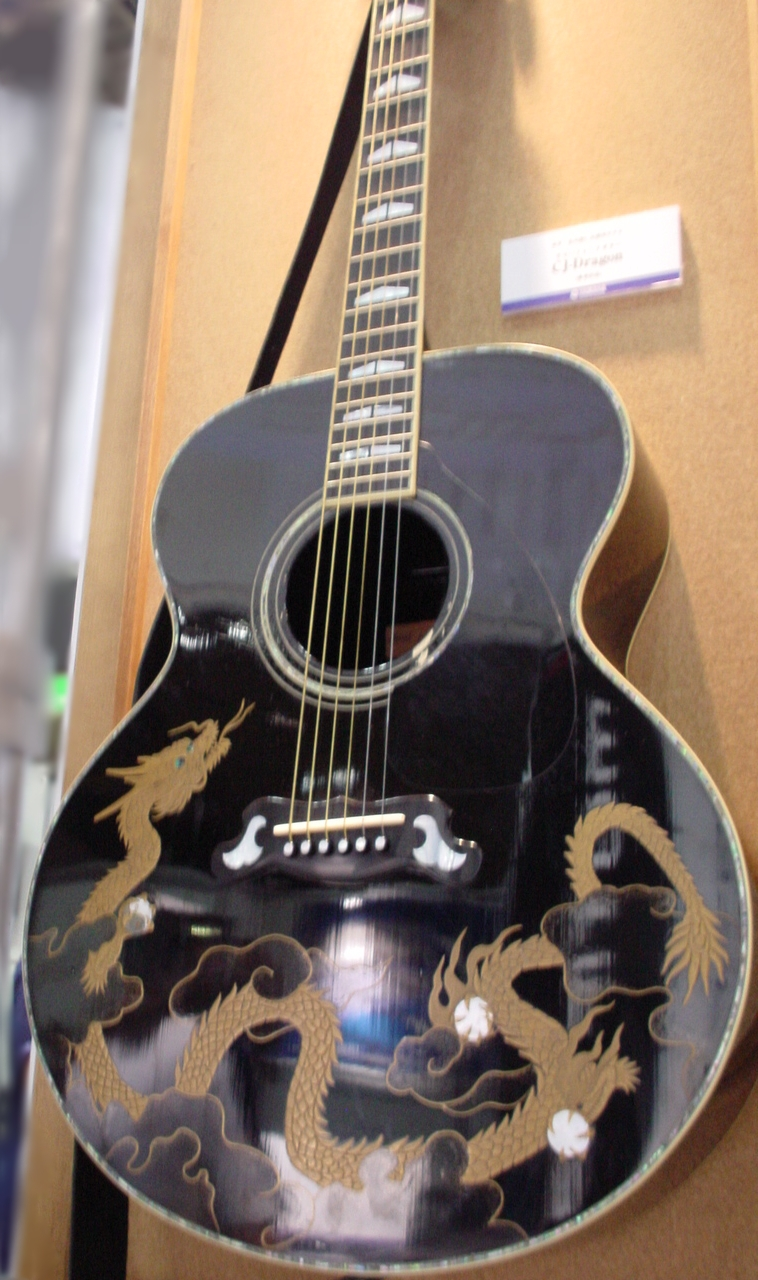
ヤマハ・ドラゴンギター ジョンのものとほぼ同一の仕様。

### 衣類
アマチュア時代着ていた革ジャン
ビートルズ来日時のJALハッピ
JALがビートルズの為に数着だけ作成したPR用のハッピ。羽田空港到着時、JAL機からタラップを降りる直前に、JAL職員がジョンに着用を薦めて着てもらった。ポール・マッカートニーだけは着るのを拒んだが、ジョンが薦めたので着たとのこと。ジョンは、そのハッピを気に入ったため、持ち帰り、大事に保管していたものを展示してある。ビートルズ来日30周年記念イベントの際にも展示された。
ビートルズ来日公演のステージ衣装
『サージェント・ペパーズ・ロンリー・ハーツ・クラブ・バンド』時のミリタリースーツ
サイケデリックな衣装
ニューヨーク・シティTシャツ

## アクセス

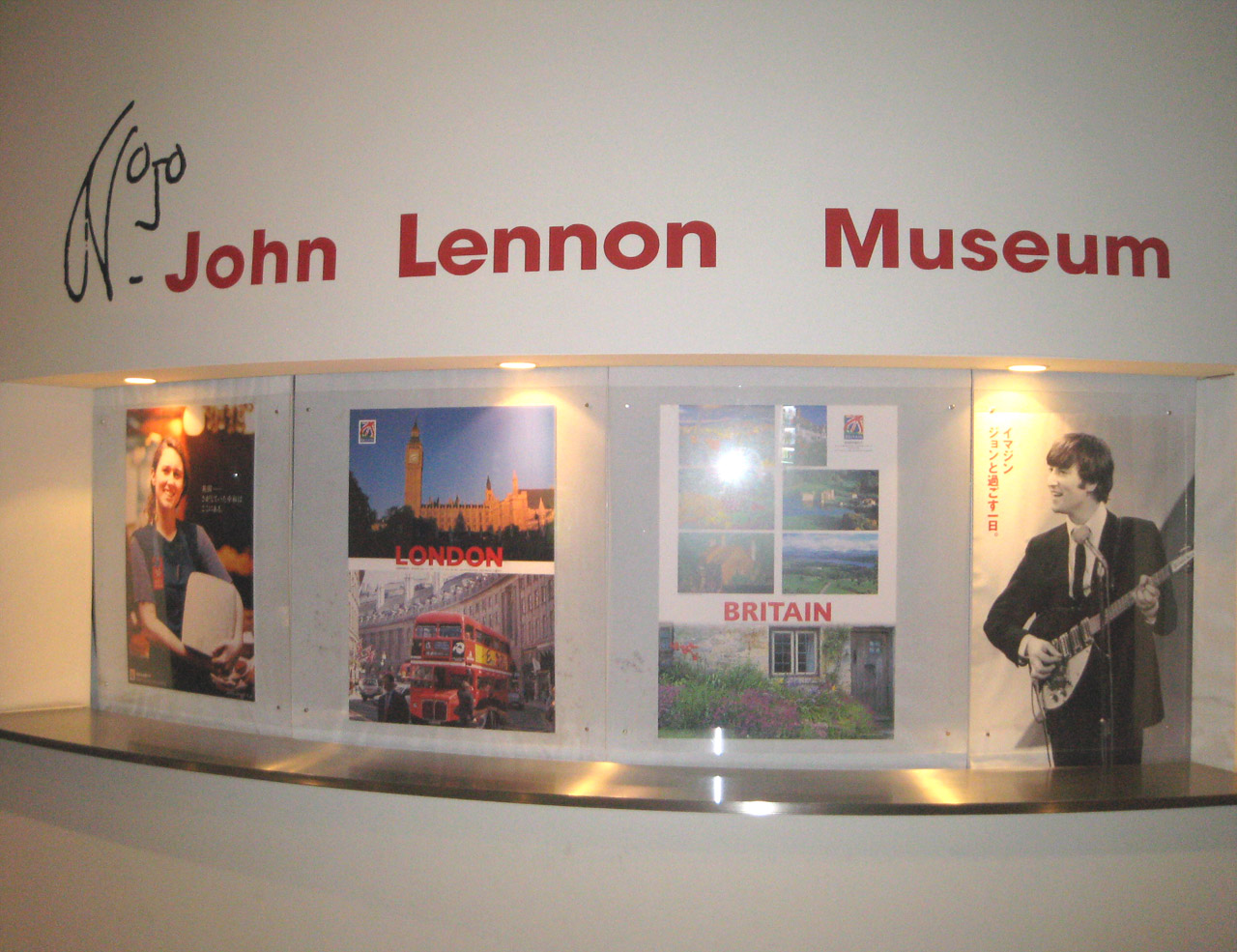
ジョン・レノン・ミュージアム

（存続期間中のデータ）
- JR各線「さいたま新都心駅」下車徒歩3分
- JR埼京線「北与野駅」下車徒歩7分

## 営業案内
（存続期間中のデータ）
開館時間
午前11時〜午後6時まで
休館日
毎週火曜日（火曜日が祝日の場合は営業し、翌水曜日を休館）、年末年始
入場料
大人…1,500（1,300）円、高大生…1,000（800）円、小中生…500（400）円
（）内は20名以上の団体料金及び障害者割引。